# 5月19日
5月19日是公历一年中的第139天（闰年第140天），离全年结束还有226天。

## 大事记

### 20世紀以前
- 1536年：英格兰王国国王亨利八世第二任妻子安妮·博林因为通奸罪等罪名，在伦敦塔遭到斩首处死。
- 1568年：英格兰的伊丽莎白一世女王濫權将其表侄女前苏格兰女王玛丽一世投入监狱。
- 1643年：在三十年战争期间，法国名将大孔代亲王率领军队在罗克鲁瓦战役中击败西班牙军队。
- 1649年：英国残缺议会宣布废除君主制和上议院，并在英格兰和威尔斯正式建立英格兰共和国。
- 1743年：法國物理學家讓-皮埃爾·克里斯汀在里昂發表有關水銀溫度計和攝氏溫標的設計。
- 1798年：拿破仑率法国军队侵略埃及。
- 1802年：法兰西第一共和国第一执政拿破仑·波拿巴设立法国荣誉军团勋章，表彰有贡献的军人和平民。

### 20世紀
- 1919年：凱末爾·阿塔圖克在薩姆松發起抵抗鄂圖曼帝國分裂的土耳其國民運動，土耳其獨立戰爭爆發。
- 1922年：蘇聯列寧共產主義青年團成立招募10歲至15歲兒童的弗拉基米爾·列寧全聯盟先鋒組織。
- 1938年：中国抗日战争：国民革命军突破日军徐州包围圈，保住有生力量。徐州淪陷。
- 1938年：中国空军首次空袭日本。徐焕升和佟彦博自宁波分别驾驶马丁战机各一架，于夜间飞至日本长崎、福冈和佐贺等地空投传单并于次日安全返回。此为日本有史以来第一次遭到外国飞机空袭。
- 1943年：德國的袖珍潛艇，於第二次世界大戰期間，經常在大西洋出沒，襲擊來往歐美的貨船。這種袖珍潛艇通常都偷襲成功，但是也有例外。當日就有一艘被盟軍驅逐艦用深水炸彈炸沉[1]。
- 1946年：国共内战中中华民国国军经激战后攻克四平。
- 1957年：中国北京，北大“五.一九”社会主义民主运动。
- 1962年：玛丽莲·梦露在纽约麦迪逊广场花园为约翰·肯尼迪总统高歌一曲“生日快乐”。
- 1971年：苏联无人太空探测器火星2号发射。
- 1985年：香港足球代表隊在北京工人體育場以2比1擊敗中國隊，奪得1986年世界盃亞洲區外圍賽小組出線權。中國隊落敗令在場的觀眾非常之失望，引發嚴重球迷騷亂，大批球迷聚集在球場外，高叫口號，追打外國人又到處破壞，當局後來拘捕百多人，又展開大規模宣傳活動，避免再發生類似事件，史稱「五一九事件」。
- 1986年：台灣黨外人士鄭南榕等人發起「519綠色行動」，要求國民黨政府解嚴。
- 1989年：中共中央總書記趙紫陽到北京天安門廣場，呼籲學生停止絕食。這是趙紫陽最後一次公開露面。同日中國國務院總理李鵬發表電視講話，指責學生在天安門廣場的絕食行動為「動亂」，引發學生及民眾反彈。
- 1999年：电影上映。

### 21世紀
- 2015年：中国大陆当局通过关键字阻断和DNS污染的技术，再度对中文维基百科进行全面封锁。
- 2018年：英國王室哈利王子和美國女演員梅根·馬克爾在英格蘭溫莎堡聖喬治禮拜堂舉行婚禮。
- 2021年：新垣結衣與星野源結婚。
- 2024年：伊朗總統易卜拉欣·萊希及外交部部長侯赛因·阿米尔-阿卜杜拉希扬等官員在東亞塞拜然省瓦爾扎甘附近墜機身亡。

## 出生

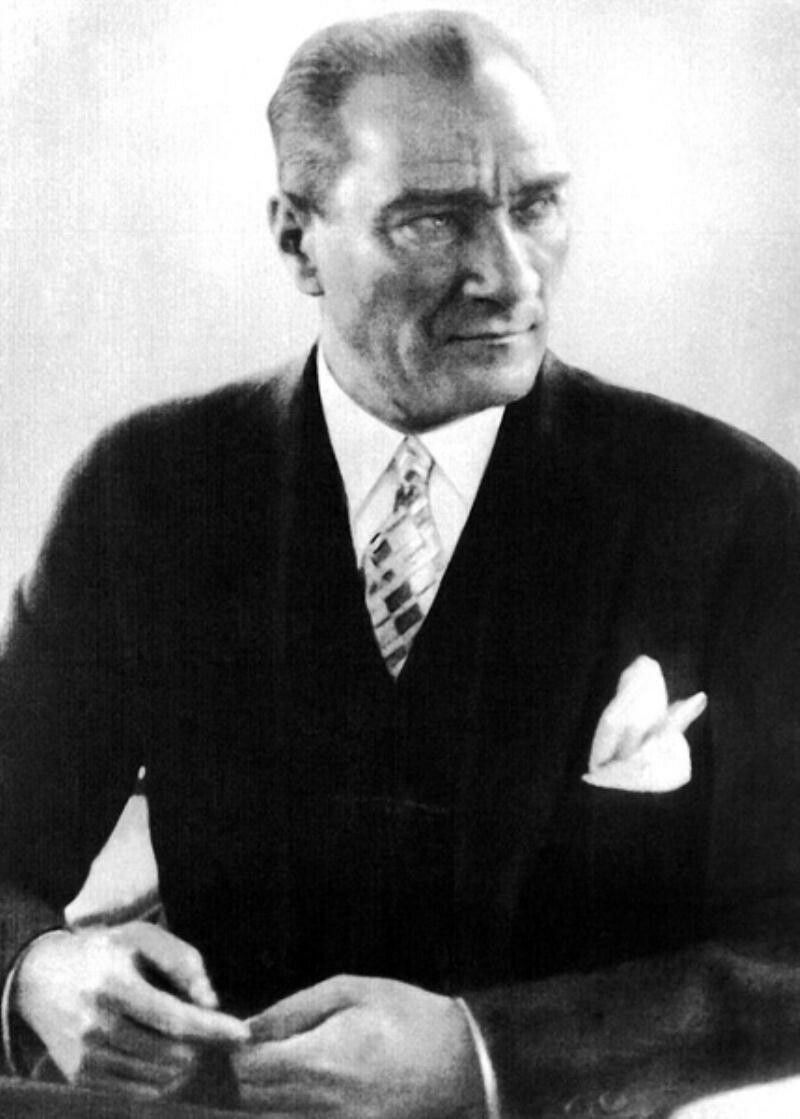
土耳其國父暨首任總統凱末爾

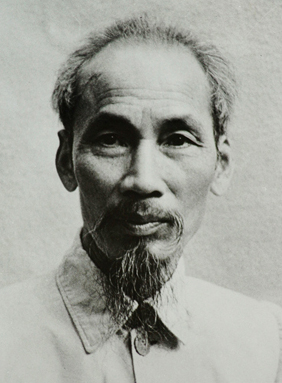
越共暨越南民主共和國主席胡志明

- 1476年：海倫娜·伊凡諾芙娜，波蘭王后、立陶宛大公女。（1513年逝世）
- 1744年：梅克倫堡-施特雷利茨的夏綠蒂，英國王后。（1818年逝世）
- 1762年：約翰·戈特利布·費希特，德國哲学家。（1814年逝世）
- 1795年：約翰斯·霍普金斯，美國富商、慈善家。（1873年逝世）
- 1832年：唐廷枢，中国实业家。（1892年逝世）
- 1870年：雷金納德·李，英國海員，鐵達尼號瞭望員。（1913年逝世）
- 1870年：西田幾多郎，日本哲學家。（1945年逝世）
- 1879年：南茜·阿斯特，英國下議院首位女議員，阿斯特子爵夫人。（1964年逝世）
- 1881年：穆斯塔法·凯末尔·阿塔图尔克，土耳其軍事將領、改革家、作家，首任土耳其總統暨土耳其國父。（1938年逝世）
- 1890年：胡志明，越南劳动党主席和创始人之一，北越国家主席、政府总理。（1969年逝世）
- 1903年：蒋彝，中國画家、作家、诗人，被誉为“中国文化的国际使者”。（1977年逝世）
- 1905年：林連宗，臺灣律師，二二八事件受難者。（1947年逝世）
- 1923年：任溶溶，中國兒童文學作家、翻譯家。（2022年逝世）
- 1925年：麥爾坎·X，非裔美籍伊斯蘭教教士，非裔美國人民權運動者。（1965年逝世）
- 1925年：波爾布特，柬埔寨政治人物，柬埔寨共产党总书记、红色高棉总理。（1998年逝世）
- 1927年：塞爾日·蘭，法裔美國數學家。（2005年逝世）
- 1928年：白雪仙，香港粵劇演員。
- 1930年：魯道夫·卡爾曼，匈牙利裔美國電機工程師、數學家、發明家。（2016年逝世）
- 1934年：比爾·費奇，美國NBA聯盟主前教練。（2022年逝世）
- 1936年：盧強，中國科學家。（2022年逝世）
- 1939年：巴盧·馬亨德拉，印度電影攝影師、導演、編劇、電影剪輯師。（2014年逝世）
- 1939年：關南施，美國女演員
- 1941年：諾拉·艾芙倫，美國製片人、導演、編劇。（2012年逝世）
- 1942年：蓋瑞·基爾多，美國計算機科學家、企業家。（1994年逝世）
- 1946年：約翰·懷希埃三世，美國政治人物，第4任夏威夷州州長。
- 1948年：秦祥林，台灣演員。
- 1949年：阿什拉夫·甘尼·艾哈邁德扎伊，阿富汗政治人物，前任阿富汗總統。
- 1953年：亞伯特·派努，美國導演、編劇、製片人、剪輯師。（2022年逝世）
- 1953年：梁耀忠，香港政界人物。
- 1954年：大塚芳忠，日本男性聲優。
- 1955年：詹姆斯·高斯林，加拿大軟體專家，Java程式語言的共同創始人之一。
- 1959年：島田滿，日本編劇。
- 1962年：叢珊，中國女演員。
- 1962年：岩浪美和，日本音響監督。
- 1964年：木村貴宏，日本動畫師、插畫家、人物設計師。（2023年逝世）
- 1964年：吳啟華，香港演員。
- 1964年：吉塔納斯·瑙塞達，立陶宛金融家、教師、政治人物，現任立陶宛總統
- 1967年：趙詠華，台湾歌手。
- 1967年：菅野洋子，日本作曲家。
- 1968年：曹蘭，台湾女藝人。
- 1970年：錢人豪，臺灣電影導演。
- 1970年：張益贍，臺灣政治家，曾任台灣民眾黨中央委員。
- 1971年：陳志朋，台灣男歌手、演員。
- 1973年：達里奧·弗朗奇蒂，英國著名賽車手。
- 1974年：張晉，中國男演員。
- 1974年：納華薩甸·薛迪奇，印度男演員。
- 1975年：尹子維，香港演員。
- 1975年：张宁，中国羽毛球運動員。
- 1975年：安藤政信，日本男演員、電影導演。
- 1976年：凯文·加内特，美國篮球球員。
- 1977年：海裕芬，台灣女演員、主持人、節目主持人。
- 1978年：新井健二，日本足球運動員。
- 1979年：椋名凛，日本女藝人。
- 1979年：皮尔洛，意大利足球球员。
- 1981年：奉太奎，韓國男藝人。
- 1982年：朝美穗香，日本AV女優。
- 1983年：丹尼什·西迪基，印度攝影記者。（2021年逝世）
- 1983年：麥可·切，美國脫口秀主持人、演員、編劇。
- 1984年：佐藤拓也，日本男性聲優、歌手。
- 1986年：王雪晶，馬來西亞女歌手。
- 1989年：久保百合花，日本女性聲優、模特兒、歌手、藝人。
- 1991年：碧妮·克萊恩，美國模特兒。
- 1992年：雎曉雯，中國超級名模。
- 1992年：才木玲佳，日本偶像、模特、職業摔跤手。
- 1992年：山姆·史密斯，英國歌手。
- 1992年：棉花糖，美國DJ、音樂製作人。
- 1993年：神木隆之介，日本男演員、聲優。
- 1993年：蔡鍾協，韓國男演員。
- 1994年：永島聖羅，日本女子偶像團體乃木坂46成員。
- 1995年：廉海仁，韓國女子偶像團體LABOUM成員。
- 1996年：高敏秀，韓國男子偶像團體UP10TION成員。
- 1996年：，哥倫比亞職業足球運動員。
- 1996年：岡田夢以，日本歌手、聲優。
- 1997年：林安可，臺灣職業棒球運動員。
- 1998年：朴智媛，韓國女子偶像團體EVERGLOW成員。
- 1998年：阿隆·雷伊，西班牙職業足球運動員。
- 2000年: YeonHa， 韓國女子團體P.O.P成員。
- 2003年：馬洛·古斯托，法國職業足球運動員。

## 逝世
- 804年：阿爾琴，英格蘭學者。（約735年出生）
- 1125年：弗拉基米爾·莫諾馬赫，古羅斯政治家、軍事家。（1053年出生）
- 1218年：，神聖羅馬皇帝。（1175年出生）
- 1389年：德米特裡·頓斯科伊，莫斯科大公。（1350年出生）
- 1536年：安妮·博林，英王亨利八世的第二任妻子，伊丽莎白一世的母親，玛丽一世的继母。（1501年出生）
- 1612年：佐竹義重，日本戰國時代大名。（1547年出生）
- 1623年：瑪麗亞姆·薩曼尼，印度莫臥兒帝國第三任皇后。（1542年出生）
- 1795年：乔赛亚·巴特利特，美國物理學家、政治人物，《美國獨立宣言》簽署人之一。（1729年出生）
- 1825年：亨利·德·聖西門，法国哲學家、經濟學家、空想社會主義者。（1760年出生）
- 1831年：約翰·弗里德里希·馮埃施朔爾茨，俄羅斯博物學家。（1793年出生）
- 1840年：約翰·亞岱爾，美國拓荒者、軍人、政治家，曾任肯塔基州州長、聯邦眾議員和聯邦參議員（1757年出生）
- 1864年：納撒尼爾·霍桑，美國小說家，代表作品《紅字》（1804年出生）
- 1898年：威廉·格萊斯頓，英國政治人物，曾任英國首相（1809年出生）
- 1935年：湯瑪斯·愛德華·勞倫斯，英國軍官，阿拉伯的勞倫斯原著《智慧的七柱》作者。（1888年出生）
- 1966年：近藤兵太郎，曾擔當過台灣嘉義農林學校棒球部總教練。1931年，他帶領嘉義農林打入夏季甲子園總決賽。（1888年出生）
- 1975年：时传祥，中华人民共和国劳动模范，北京市環衛工人。（1915年出生）
- 1987年：小詹姆斯·提普奇，美國科幻小說作家。（1915年出生）
- 1983年：唐若菁，香港甘草演員。（1922年出生）
- 1984年：王少清，香港商人及慈善家。（1903年出生）
- 1984年：約翰·貝傑曼，英國詩人、作家。（1906年出生）
- 1989年：詹益樺，臺灣台灣獨立運動參與者。（1957年出生）
- 1994年：杰奎琳·肯尼迪，美国前第一夫人。（1929年出生）
- 2001年：梁左，中國著名劇作家，編劇，相聲作家。（1957年出生）
- 2002年：約翰·戈頓，澳大利亞政治人物，第19任澳大利亞總理。（1911年出生）
- 2007年：管致中，電子工程學家，電子學教育學家。（1921年出生）
- 2011年：程文輝，香港社會福利署第一位失明社會工作者。（1936年出生）
- 2016年：金信，韓國前空軍參謀總長、駐中華民國大使、國會議員及交通部長（1922年出生）
- 2016年：亞歷山大·阿斯特呂克，法國影評、電影導演（1923年出生）
- 2020年：諾曼·G·托馬斯，美國天文學家（1930年出生）
- 2021年：李·埃文斯，美國男子短跑運動員（1947年出生）
- 2022年：玄哲海，朝鮮人民軍元帥（1934年出生）
- 2023年：溫裕紅，香港女演員（1968年出生）
- 2024年：易卜拉欣·莱希，伊朗政治人物，第8任伊朗总统（1960年出生）
- 2024年：侯赛因·阿米尔-阿卜杜拉希扬，伊朗外交官，第10任伊朗外交部长（1964年出生）
- 2024年：馬利克·拉赫馬提，伊朗政治人物，東亞塞拜然省省長（1982年出生）

## 节假日和习俗
- 中華民國：白色恐怖記憶日
- 中国：旅游日
- ：母親節
- 越南：胡志明誕辰
- 希腊：屠殺紀念日